# Lijst van afleveringen van Zoey 101
Dit is een lijst van afleveringen van Zoey 101, een televisieserie, uitgezonden op Nickelodeon. De serie begon op 9 januari 2005 in de Verenigde Staten, en eindigde op 2 mei 2008. De lijst is gemaakt op volgorde van de uitzenddatum in de Verenigde Staten.

## Afleveringen

### Seizoen 1: 2005
| №  | Titel              | Beschrijving | Uitzenddatum VS  |
| -- | ------------------ | --- | ---------------- |
| 1  | Welcome to PCA     | Pacific Coast Academy (PCA), eigenlijk een school alleen voor jongens, laat dit jaar voor het eerst meiden toe. Als Zoey Brooks op deze school arriveert, moet ze omgaan met het feit dat ze een nieuwe student is, en dat er bijna alleen maar jongens op PCA zitten. Samen met haar broertje Dustin gaat ze naar school toe, waarna ze Chase Matthews voor het eerst tegenkomt. Chase heeft meteen een zwak voor Zoey, en stelt haar voor aan zijn vrienden. Helaas kan Zoey het niet met iedereen vinden. Zoey organiseert ook een 5-tegen-5 basketbalwedstrijd van de jongens tegen de meiden. | 9 januari 2005   |
| 2  | New Roomies        | Zoeys kamergenoten maken constant ruzie met elkaar, daarom kan ze het niet langer aanhoren en wisselt van kamer, ze gaat bij Quinn slapen. Maar Quinn blijkt een scheikunde-freak te zijn, en test allerlei uitvindingen op Zoey, die ze "Quinnventions" noemt. Dat leidt ertoe dat Zoey weer terug wil naar de kamer van Dana en Nicole, maar als ze ziet dat die twee het goed hebben zonder haar blijft ze bij Quinn. Ondertussen probeert Dustin geld te verdienen. | 9 januari 2005   |
| 3  | Webcam             | Logan geeft een cadeautje aan de meiden, een teddybeer met een PCA-shirt aan. De beer wordt in de lounge gezet. Al snel komen de jongens achter de geheimen van de meiden, bijvoorbeeld dat Quinn babyvoeding eet. De meiden schuiven de schuld op elkaar af, dat zij elkaars geheimen aan de jongens verklapten. | 16 januari 2005  |
| 4  | Defending Dustin   | Als een pestkop Dustin dwingt om zijn huiswerk te doen, spreekt Zoey de pestkop aan midden in de menigte, waardoor Dustin zich beschaamd voelt. Dustin zegt dat hij prima voor zichzelf kan zorgen. Ondertussen proberen Zoey, Dana, Nicole, Chase en Michael een hond te verstoppen voor hun kamerinspectrice, Coco, omdat het tegen de regels is om een dier te hebben op PCA. | 23 januari 2005  |
| 5  | Prank Week         | Strekenweek, een week waarin de oudere studenten de nieuwe studenten mogen plagen en doel mogen maken van grappen, is begonnen. De meiden laten echter niet toe dat ze slachtoffer worden, dus pakken ze de jongens terug, wat echter niet de traditie is. De meiden trekken een beeld van de stichter van PCA vrouwenkleding aan. Als de zoon van de stichter van PCA dan langskomt, zweert hij dat dit het laatste semester is voor de meiden op PCA. Zoey vindt echter een manier zodat de meiden wel mogen blijven.                                                                            | 30 januari 2005  |
| 6  | Jet-X              | Een vriend van Mr. Bender laat een nieuw model scooter zien in de klas, de Jet-X. Een opdracht voor de klas is om met groepjes verschillende reclamespotjes te maken. Degene met het beste reclamespotje krijgt een Jet-X, en het spotje wordt 100 keer uitgezonden op tv. Wint Logan met zijn rijkdom, of Zoey met haar ideeën? | 13 februari 2005 |
| 7  | The Play           | Chase schrijft een toneelstuk waarin hij een strandwacht is en Zoey een knappe, op zijn strand gelande alien. Chase is erg blij met deze rolverdeling, omdat aan het einde van het stuk hij en Zoey mogen kussen. Maar dan doet Logan auditie voor de strandwacht, en hij krijgt ineens de rol toegewezen. In de tussentijd is Dustin ziek, en probeert Quinn hem te genezen. | 20 februari 2005 |
| 8  | Quinn's Date       | Quinn wordt verliefd op Mark Del Figgalo, maar is te bang om hem mee uit te vragen, dus vraagt ze Zoey om haar hulp. Mark weigert echter, maar Zoey wil Quinn niet kwetsen, en zegt haar dat Mark toestemde. Zoey lost het op door een dubbel-date te maken met haar, Chase, Quinn en Mark. Dustin moet op de hond Elvis passen, maar hij is bang voor dieren. | 6 maart 2005     |
| 9  | Spring Fling       | Zoey, Nicole en Dana melden zich aan voor het lentefeest-comité. Ze willen Drake Bell laten komen, maar als ze de prijs voor een optreden van Drake Bell zien, $5000,- piepen ze wel even anders. Quinn probeert een experiment op Dustin uit door hem wakker te houden als hij in slaap wil vallen. | 13 maart 2005    |
| 10 | Backpack           | Nicole heeft voor $50,- een rugzak moeten kopen, omdat ze erop gemorst had in de winkel. Ze walgt van de rugzak, en daarom geeft Zoey de tas een nieuw uiterlijk. Iedereen houdt van de stijl van Zoeys rugzakken. Maar dan heeft iemand haar stijl gestolen, en maakt er grote winst mee. Zoey zint op wraak. | 3 april 2005     |
| 11 | Disc Golf          | De bende wordt er moe van dat ze telkens moeten rennen met de gymles, en vooral Nicole. Om dit op te lossen vinden ze een nieuwe sport en vormen een team zodat ze niet meer mee hoeven doen aan de gymles. Michael probeert op zijn gewicht te letten ondanks zijn chips-verslaving, hij gaat hiervoor naar Quinn. | 10 april 2005    |
| 12 | School Dance       | Het schoolfeest-comité heeft een nieuwe manier gevonden om mensen aan elkaar te koppelen als date voor het feest: een persoonlijkheidstest. Chase vult exact dezelfde interesses in als Zoey, maar toch wordt Zoey gekoppeld aan iemand anders; maar ook aan hem! Chase is er verward door, en probeert Zoey van de andere jongen te stelen. | 17 april 2005    |
| 13 | Little Beach Party | Het is het einde van het schooljaar en Zoey en haar vrienden kijken uit naar het jaarlijkse strandfeest. Maar ze hebben de bussen gemist, waardoor Logan met zijn vaders geld een taxi belt. Maar hij zegt tegen de taxichauffeur dat ze naar het noorden moeten, terwijl het echte strandfeest in het zuiden ligt. Ze komen op een heel ander strand uit dan waar ze trachtten heen te gaan. Maar desondanks proberen ze het toch erg leuk te maken. | 1 mei 2005       |

### Seizoen 2: 2005-2006
| №     | Titel              | Beschrijving | Uitzenddatum VS   |
| ----- | ------------------ | --- | ----------------- |
| 14    | Back to PCA        | Het is het tweede jaar op PCA. Dana heeft de school verlaten, vanwege een uitwisseling naar Europa. Daardoor hebben Zoey en Nicole een nieuwe kamergenoot nodig. Als ze in hun slaapkamer komen, ontmoeten ze hun nieuwe kamergenoot, Lola Martinez, die zegt dat ze met de doden aan het praten is. Intussen hebben Michael en Chase ruzie met Logan, vanwege spullen die hij van zijn vader heeft gekregen.                                                                                                 | 10 september 2005 |
| 15    | Time Capsule       | Mr. Bender zegt dat iedere leerling uit zijn klas iets in een tijdcapsule moet stoppen, die ze later weer opgraven om te kijken hoe het vroeger was. Chase wil per se weten wat Zoey over hem zei op een video die ze in de tijdcapsule stopte. Nicole helpt Quinn met haar snurk-probleem. | 18 september 2005 |
| 16    | Election           | Het is tijd voor verkiezingen voor klassenoudste. Chase en Zoey geven elkaar voor de lol op. Ze komen allebei aan top, en moeten campagne voeren. Zoey en Chase beloven elkaar dat hun vriendschap hier niet onder zal leiden. Maar als Logan Chase gaat helpen de campagne te winnen, wordt Zoey boos. | 16 oktober 2005   |
| 17    | Haunted House      | Het is traditie dat de bovenbouw een spookhuis maakt voor de onderbouw met Halloween. Dit jaar is Logan leider van de bouw-groep. Als op Halloween Dustin en zijn kamergenoot verdwijnen in het spookhuis krijgt Logan schrik. Michael wordt achtervolgd door Franse toeristen die denken dat hij ziek is, en Nicole heeft een identiteitsprobleem met Mark. | 29 oktober 2005   |
| 18    | Bad Girl           | Het nieuwe vriendinnetje van Dustin, Trisha Kirby (Jennette McCurdy), blijkt een onaardige meid te zijn. Zoey stuurt Chase erop af om de relatie te stoppen, maar Trisha ziet dit aan als een uitnodiging voor een afspraakje: nu heeft Chase het met Trisha. Zoey en Chase spelen een nep-verhouding na om Trisha te dumpen. Michael en Logan worden bespoten door een stinkdier. | 13 november 2005  |
| 19    | Broadcast Views    | Chase en Michael hebben hun eigen webshow, waarin Zoey en Logan een eigen onderdeel hebben. Dit onderdeel loopt uit tot een ruzie, waarop decaan Rivers de webshow verbiedt. Een televisiemaatschappij is geïnteresseerd in de show en wil hem op tv produceren, maar ze beseffen niet dat dit niet alleen met Zoey en Logan kan. Ondertussen baalt Nicole ervan dat ze gezakt is voor algebra, doordat ze wordt afgeleid door knappe jongens. Lola en Quinn proberen haar te helpen door middel van hypnose. | 15 januari 2006   |
| 20    | Girls Will Be Boys | Als de meiden niet meer mogen zonnen op het dak van de kamer van de jongens, willen ze bewijzen dat jongens zich hetzelfde gedragen zonder meiden als wanneer ze mét meiden zijn. Lola verkleedt zich als jongen om dit te onderzoeken. | 29 januari 2006   |
| 21    | Robot Wars         | Zoey daagt een paar nerds uit tot een robotgevecht. Ze hebben de hulp van Quinn nodig, maar als Logan Quinn voor de grap beledigt, stapt Quinn uit de groep. Nu zoeken ze hulp van de slimste jongen op school, maar deze helpt alleen als hij mee uit mag met Nicole en in de tussentijd moeten ze het ook goedmaken met Quinn. | 12 februari 2006  |
| 22    | Lola Likes Chase   | Lola wordt verliefd op Chase. Zoey wordt natuurlijk jaloers op Lola. Naar een advies van Michael stemt Chase toe met de uitnodiging van Lola. Zoey wordt boos en nog jaloerser. Ondertussen leert Logan aan Dustin hoe je indruk moet maken op de meiden. | 26 februari 2006  |
| 23 24 | Spring Break-Up    | Dit is de eerste tv-film van Zoey 101. De vader van Logan presenteert een nieuwe tv-show en nodigt de bende uit in zijn strandhuis. De jongens en de meiden moeten tegen elkaar strijden in een wedstrijd. Chase verstuurt per ongeluk een berichtje waarin hij zijn liefde verklaart aan Zoey: als dat maar goed komt. | 10 maart 2006     |
| 25    | People Auction     | Na een brand in de sushibar van PCA is dit gebouw niet meer bruikbaar. Zoey probeert geld in te zamelen om het gebouw te herstellen, zodat de bar kan blijven, door middel van een mensen-veiling: iemand is voor een bepaalde tijd iemands hulpje. Chase en Michael worden geveild door een sushi-verslaafde gymleraar. Zoey, Lola en Nicole worden de persoonlijke cheerleaders van Logan. Zijn plan valt echter vies tegen als de meiden alles in hun yells opnemen wat hij doet.                          | 9 april 2006      |
| 26    | Quinn's Alpaca     | Quinns alpaca is depressief omdat hij Quinn mist, waardoor Quinn ook weer depressief wordt. Quinn besluit om Otis, de alpaca, te bezoeken, maar loopt hierdoor het risico dat ze geschorst wordt. Ondertussen maken de jongens een weddenschap wie het langst kan praten zonder de letter 's' te gebruiken. De verliezer moet een rondje rennen door het complex in een bikini, een hoela-rokje en een rode helm met een zwaailicht erop.                                                                     | 30 april 2006     |

### Seizoen 3: 2006-2008
| №     | Titel                 | Beschrijving | Uitzenddatum VS   |
| ----- | --------------------- | --- | ----------------- |
| 27    | Surprise              | Het is weer een nieuw jaar op PCA, dat tot enkele verrassingen leidt, inclusief het nieuws dat Nicole niet meer naar PCA komt, omdat ze naar een meidenschool is gestuurd. Als iedereen gesetteld is in hun nieuwe kamers, vertelt Chase dat hij Zoey even alleen wil spreken. Lola en Quinn denken dat Chase wil vertellen dat hij op Zoey verliefd is, maar Zoey gelooft hen niet. Ondertussen vechten Michael en Logan om het eenpersoonsbed in hun nieuwe kamer. | 24 september 2006 |
| 28    | Chase's Girlfriend    | Het schokkende einde van de vorige aflevering leidt tot een ander probleem. Rebecca, Chase' vriendin, lijkt erg aardig, totdat ze Zoey vertelt dat ze uit de buurt van Chase moet blijven. Chase moet kiezen, Rebecca of Zoey. Quinn helpt Logan met zijn vrije worpen met basketbal. | 1 oktober 2006    |
| 29    | Hot Dean              | Een knappe nieuwe decaan, decaan Taylor, vervangt decaan Rivers omdat Dustin samen met Quinn en zijn vrienden hem per ongeluk geraakt hadden met een modelvliegtuig. Kamerinspectrice Coco is net aan de kant gezet door haar vriend Carl. Zoey en haar vrienden bedenken een plan om Coco samen met decaan Taylor uit te laten gaan, omdat ze het gezeur van Coco over Carl zat zijn. | 22 oktober 2006   |
| 30    | Zoey's Tutor          | Zoey heeft problemen met scheikunde, waarvoor ze een 6 haalt voor een proefwerk. Ze krijgt een nieuwe begeleider, maar dat is Logan, die stiekem een van de beste leerlingen blijkt te zijn. Zoey leert dus scheikunde met Logan achter de rug van haar vrienden om. Iedereen wordt echter nieuwsgierig, en vooral Chase. Chase probeert erachter te komen wat de twee doen. Logan liegt er echter over, en zegt dat ze samen uitgaan. Chase gelooft hem niet. Ondertussen probeert Quinn een rat te vangen die al 6 weken vermist was, maar die rat blijkt toch slimmer dan zij. | 5 november 2006   |
| 31    | The Great Vince Blake | Vince Blake schijnt het nieuwe onderwerp van de dames te zijn, de beste schoolatleet en de redder van het football-team. Hij hielp PCA op weg naar de kampioenschappen. Weinig mensen weten echter dat hij een bedrieger is; Chase komt erachter dat Vince stiekem foto's maakt van een geschiedenisproefwerk. Chase moet kiezen: óf Vince gewoon verder laten gaan met spieken, of Vince verraden, en het football-team verpesten. Logan, Michael en het football-team overtuigen hem ervan dat hij het niet moet vertellen, maar Zoey heeft daar haar bedenkingen over. Zoey, Lola, Quinn en Mark proberen een nieuwe snack te maken om junkfood het college uit te drijven, maar mensen raken er verslaafd aan als Quinn en Mark er cactussap instoppen voor de smaak. | 12 november 2006  |
| 32    | Silver Hammer Society | Zoey, Michael en Lola zijn uitgenodigd voor een geheime gemeenschap op PCA, de Silver Hammer Society genaamd. Chase is ook uitgenodigd, maar hij weigert het aanbod. Logan wil hopeloos ook lid worden, en wil in de plaats van Chase, maar zijn aanbod wordt afgewezen. Dan begint Logan zijn eigen club. Quinn wordt overigens gek van een nieuw meisje op school: Sara. | 26 november 2006  |
| 33    | Michael Loves Lisa    | Michael wordt verliefd op Lisa, maar hij wordt hier zo nerveus van dat hij overgeeft op Lisa en een andere jongen. Terwijl hij het weer opruimt, wordt Lisa verliefd op de andere jongen, tot grote teleurstelling van Michael. Ondertussen hebben Logan en Chase een go-kartrace georganiseerd. | 7 januari 2007    |
| 34    | Wrestling             | Nadat de coach van het worstelteam heeft gezien hoe Zoey een ruzie stopte, wil hij haar in het worstelteam. De dagen verstrijken, maar Zoey krijgt geen kans om tegen mensen te worstelen. Later komt ze erachter dat ze tegen de kampioen moet vechten, Chuck Javers. Lola wil graag reporter zijn. | 4 maart 2007      |
| 35    | Zoey's Balloon        | Zoey en haar vrienden moeten een geheim op een kaartje schrijven en dat vervolgens aan een ballon bevestigen, voor psychologie. Zoeys ballon knapt echter uit elkaar, en haar geheim wordt ontdekt door een mysterieus persoon. Die begint Zoey te chanteren en laat haar de meest wrede dingen doen. | 11 maart 2007     |
| 36    | Chase's Grandma       | Chase is bijna jarig, maar hij heeft het te druk met een 5000-woorden verslag om zich er zorgen over te maken. Als Zoey hoort dat Chase' oma op dezelfde dag jarig is, wil ze haar naar PCA laten komen, maar dit kan helaas niet doorgaan omdat ze de griep heeft. Ondertussen proberen Lola en Quinn Dustins arm uit een automaat te krijgen. | 18 maart 2007     |
| 37    | Quarantine            | Quinn laat per ongeluk een aantal bacteriën de vrije wereld in, maar om verdere verspreiding te voorkomen, moeten de vrienden op Quinns kamer blijven. Als Zoey, Chase, Lola, Michael, Quinn, en Logan in quarantaine moeten blijven, krijgen ze allemaal problemen. Quinn denkt bovendien dat Mark haar bedriegt. | 25 maart 2007     |
| 38    | The Radio             | Chase verkoopt Zoey een radio voor $ 5,- en een coupon voor een gratis taco. Quinn weet Zoey echter te vertellen dat de radio $10.000,- waard is, dus wil Zoey de radio teruggeven. Als Chase erachter komt dat de radio $ 10.000,- waard is, berispt hij het dat Zoey de radio niet teruggaf, hoewel ze dat in feite wel wilde doen. Daardoor wordt Zoey boos, en wil ze de radio al helemaal niet meer teruggeven. Quinn probeert Mark te zoenen. | 18 juli 2007      |
| 39    | Paige at PCA          | Een scheikundig genie, Paige Howard (Miranda Cosgrove) komt naar PCA, en wil haar nieuwe energie naar deze school overbrengen om de school op "Paige Power" te laten draaien. Daardoor raakt Quinn in de war, omdat ze zich realiseert dat zij niet langer het slimste meisje op school is, en ze laat scheikunde vallen. | 10 augustus 2007  |
| 40    | Dance Contest         | Michael en Logan moeten Chase helpen om een succesvolle danser te worden om met Zoey te dansen. Lola wil de hoofdrol in het schooltoneelstuk, maar ondertussen krijgt ze een Brit zover om met haar uit te gaan. Michael, Logan en Quinn proberen klant van de week te worden om gratis koffie te krijgen. | 16 september 2007 |
| 41    | Favor Chain           | Zoey wil graag haar favoriete schrijver ontmoeten en heeft daarbij de hulp van Coco nodig. Coco wil wel helpen maar wil graag dat Michael dan zijn speciale ravioli voor haar maakt. Michael wil wel, maar vraagt weer om iets anders en zo vraagt iedereen een gunst aan Zoey voordat ze haar willen helpen. | 23 september 2007 |
| 42    | Zoey's Ribs           | Als een bekende van Zoey haar "duizend pond ribben" stuurt, gaan Zoey, Chase, Michael en Logan ermee akkoord een rib-grill re organiseren. Quinn schroeit per ongeluk de wenkbrauwen van Mark eraf, waarop volgt dat ze een haargroeimiddel maakt. | 29 september 2007 |
| 43 44 | The Curse of PCA      | Nadat de legende van een oud PCA-leerling, Charles Galloway, weer naar boven is gekomen, die naar de wildernis boven PCA, Redstone Gulch, is gevlucht om een extreem moeilijke test te missen, gaan de vrienden het verhaal uitzoeken, met een beetje hulp van Lola's nieuwe vriend. Daar vinden ze een ketting van Charles Galloway. Als de vrienden besluiten dat Logan de ketting bij moet houden, steelt hij hem en stopt hem in Zoeys rugzak, wat een gewelddadige storm oplevert en een groene wolk die Zoey en de anderen achtervolgt. Zoey moet PCA helpen door de ketting van Charles Galloway terug te brengen naar Redstone Gulch. | 13 oktober 2007   |
| 45    | Drippin' Episode!     | Michael probeert zijn nieuwe woord te introduceren: drippin', wat zoiets betekent als: "Goed. Perfect. Lekker." Logan krijgt een Japanse horrorfilm te pakken, genaamd Shinnyuusha. Dustin raakt helemaal overstuur van de film en blijft 's nachts bij de meiden. Ondertussen hebben de jongens weer een nieuw probleem: het brandalarm gaat midden in de nacht af. | 21 oktober 2007   |
| 46    | Son of a Dean         | Zoey gaat uit met de zoon van decaan Rivers. Maar Zoey denkt dat hij niet Mr. Perfect is. Ondertussen maakt Logan een dansvideo voor de meiden, zodat ze met hem kunnen dansen vanaf TV. Chase en Michael hebben er problemen mee om 26 nieuwe afleveringen te maken voor The Chase and Michael Show en om die binnen het einde van de maand aan "Toonjuice.com" te geven. | 4 november 2007   |
| 47    | Hands on a Blix Van   | Er is een wedstrijd om te zien wie het langst zijn of haar hand op een Blix kan houden. De winnaar krijgt een eigen Blix. Bijna iedereen is ervan overtuigd dat ze kunnen winnen. Logan probeert te winnen door te liegen over dat hij zijn been gebroken heeft, mensen bang te maken, op handen te niezen, en een stoel te krijgen zodat hij de wedstrijd langer vol kan houden. Ondertussen proberen Lola en Quinn een manier te vinden om Quinn te doen stoppen met lachen, nadat ze een spray had uitgevonden die haar slechte adem zou verdrijven. | 18 november 2007  |
| 48    | Miss PCA              | Logan organiseert een nieuwe "Miss PCA". Zoey, Lola en Chase zijn het er niet mee eens, maar als de meiden de prijs zien, veranderen ze van gedachten, en schrijven zich in. Ze proberen elkaar te saboteren. In de tussentijd probeert Michael een lachje los te krijgen bij Quinn om zijn moppen. | 2 december 2007   |
| 49    | Logan Gets Cut Off    | Logan komt in de problemen als zijn vader erachter komt dat hij een auto had aangekocht van $ 327.000,- zonder zijn toestemming. Vanaf dat moment komt Mr. Reese in het spel en neemt de leiding. Hij pakt Logans waardevolle dingen af, blokkeert zijn bankrekening en knipt zijn creditcard doormidden. Als Zoey, Lola en Chase zien dat Logan wanhopig is, doet Zoey Logans was, Lola helpt Logan met zijn haar en maakt Chase zijn verslag, en ze leren Logan hoe hij kan leven zonder een berg geld. Michael zegt dat hij zichzelf kan bevrijden uit touwen, dus wordt hij vastgebonden door Mark en Quinn. Kan hij werkelijk wat hij zegt? | 9 december 2007   |
| 50 51 | Goodbye Zoey?         | Dit is de derde televisiefilm van Zoey 101. Zoeys ouders komen onverwacht op bezoek op PCA en zeggen Zoey en Dustin dat ze verhuizen naar Londen. Haar vader heeft nieuw werk bij een nieuwe filiaal van zijn vroegere baan. Dustin heeft zijn antwoord al klaar, maar Zoey moet er nog over nadenken. Voordat Zoey het aan Chase heeft kunnen vertellen, heeft Chase zijn wijsheid al opgedaan uit een gerucht, dus vindt hij dat Zoey mag vertrekken. Zoey besluit om PCA te verlaten. Dan gaat Chase om met een meisje, Gretchen, die sprekend op Zoey lijkt. Hij geeft toe dat dat alleen maar is omdat hij Zoey mist. In een spannend einde geeft Chase via de webcam toe dat hij op Zoey verliefd is, terwijl hij tegen Logan en Michael praat.                     | 4 januari 2008    |

### Seizoen 4: 2008
| №     | Titel                 | Beschrijving | Uitzenddatum VS  |
| ----- | --------------------- | --- | ---------------- |
| 52    | Trading Places        | Zoey komt terug naar PCA om met Chase te praten, maar ze ontdekt dat Chase kortgeleden over is gezet naar Covington in Engeland om bij haar te kunnen zijn. Als Chase en Zoey elkaar treffen op een videogesprek, zegt Chase dat hij ten minste één semester op Covington moet blijven. Zoey en Chase gaan op een videodate, maar dat loopt niet goed af, dus gaan ze ermee akkoord dat ze maar moeten wachten tot het semester is afgelopen. | 27 januari 2008  |
| 53    | Fake Roommate         | Michael en Logan overwegen om de schoonmaakster voor de gek te houden, zodat ze geen nieuwe kamergenoot krijgen. Om dit te doen maakt Logan een nep-Chase. Ondertussen is het tijd voor Coco's evaluatiegesprek met decaan Rivers. In dat gesprek wordt gezegd dat decaan Rivers erg van leeuwen houdt. Om decaan Rivers tevreden te stellen, brengt Coco een 'tamme' leeuw naar het kantoor van de decaan. De leeuw valt de decaan echter aan, met als gevolgd dat Coco wordt ontslagen. De meiden hebben dus een nieuwe kamerinspectrice nodig, en die komt er: Mira. Maar zij heeft ook een duistere kant. | 27 januari 2008  |
| 54    | Alone at PCA          | Het is vakantie, en de vrienden zijn allemaal gemotiveerd voor een reisje naar Yosemite. Coco, die de vrienden naar Yosemite zou brengen, haakt plotseling af, klagend over haar vriend Carl, en laat de vrienden achter op PCA. Ze zijn niet blij, maar decaan Rivers wijst ze erop dat ze op het schoolcomplex ook lol kunnen hebben. Die lol komt tot een einde als de golftrofee van de decaan wordt geraakt met een hockeystick. Hij beschuldigt Logan en Michael, aangezien zij de enigen zijn op PCA met een hockeystick, en zij op de plaats delict zouden zijn geweest. Zij waren het echter niet, dus proberen de meiden hun onschuld te bewijzen terwijl Mark en Quinn de plaats delict onderzoeken. | 3 februari 2008  |
| 55    | Rumor of Love         | Een nieuwe leerling op PCA, James Garett (Austin Butler), die een meidenmagneet blijkt te zijn, wordt Michael en Logans nieuwe kamergenoot. Ze willen dat James vertrekt. Omdat James een populair onderwerp is onder de meiden, wordt Logan heel jaloers op hem, omdat de meiden niet met hém uitgaan. Nadat Logan James en Zoey heeft gezien bij Sushi Rox terwijl ze aan het lunchen waren, verzint Logan een gerucht dat ze aan het daten zijn, om meer meiden naar hém toe te lokken. | 10 februari 2008 |
| 56    | Anger Management      | Dustin is Logans nieuwe assistent. Hoe dan ook, dit baantje is echter maar voor kort, omdat Logan een vreselijk boze voicemail in had gesproken bij Dustin, die Dustin liet zien aan James, Michael en Zoey. James zet het op internet zodat iedereen het kan horen. Decaan Rivers schaamt zich er verschrikkelijk voor. Uit woede stuurt hij Logan naar een afreageer-klas voor een aantal weken. Ondertussen is Lola boos op Quinn, omdat Lola een aantal pinda's had opgegeten, die Quinn van tevoren had uitgespuugd. | 17 februari 2008 |
| 57    | Quinn Misses the Mark | Quinn en Mark stoppen met uitgaan, maar Quinn ziet hem daarna met een meisje, Brooke, en wordt boos. Ze besluit om een nieuwe look te nemen om Mark terug te krijgen. Ze verandert haar haar, kleding en make-up. Quinns plannen lijken niet de goede weg op te gaan, maar ze krijgt aandacht van andere jonges, zoals Logan. Ondertussen begint een paard achter Michael aan te gaan, omdat Michael Logans koekjes aan hem had gevoerd. Quinn wordt gecharmeerd door Logan, en ze eindigen allebei zoenend. | 24 februari 2008 |
| 58    | Walk-A-Thon           | Zoey en Dustin nemen de leiding van een liefdadigheids loop-a-thon op PCA, genaamd "The Big Walk", en ze zijn op zoek naar sponsoren. Lola offert per ongeluk een bedrag van $ 600,- aan de loop-a-thon. Zoey gaat naar Carmine, de organisator van de loop-a-thon, om het probleem uit te leggen, maar Carmine wordt woest! Ondertussen gaan Logan en Quinn stiekem met elkaar uit, maar ze moeten sommige mensen, waaronder Michael, nog overtuigen dat ze elkaar nog steeds haten. Lola wil een trui proberen te breien. | 9 maart 2008     |
| 59    | Vince Is Back         | De vrienden zijn verrast als ze ontdekken dat de pestkop en football-ster, Vince Blake, terug is van zijn schorsing. De meiden proberen hem te negeren, wat moeilijker is dan het lijkt, maar de jongens overwegen een wraakactie. Ondertussen hebben Logan en Quinn nog steeds problemen met het stiekem uitgaan. | 22 maart 2008    |
| 60    | Dinner For Two Many   | Zoey wil uitgaan met James, en met niemand van haar andere vrienden, naar Vaccaros. Quinn krijgt er een hekel aan dat Logan en zij steeds 'stiekem' uit moeten gaan, dus plannen ze een romantisch dinertje voor twee als hun eerste officiële date. Ze gaan ook naar Vaccaros, in de veronderstelling dat niemand van PCA daar rondhangt. Alle twee de koppels komen naast elkaar te zitten in Vaccaros, en met een paar leugens vertellen ze wat ze nou eigenlijk doen. Michael en Lola komen ten slotte ook nog eens opdagen. | 30 maart 2008    |
| 61    | Coffee Cart Ban       | Na een ongelukje met zijn vrouw in combinatie met een koffiekarretje, verbiedt decaan Rivers alle koffiekarretjes op PCA en verzint een regel dat er geen koffie meer is toegestaan op PCA. Logan en Michael beginnen met het verkopen van koffie in hun kamer, maar door onverwacht succes, gaan hun prijzen omhoog. Als de meiden erachter komen, openen ze hun eigen koffiewinkel, voor de halve prijs. Als Logan erachter komt, vertelt hij het aan decaan Rivers. | 30 maart 2008    |
| 62    | Roller Coaster        | Zoeys klas gaat een trip maken om in een achtbaan te gaan. Iedereen heeft er zin in, behalve Michael, die bang is voor achtbanen. Als Logan erachter komt, begint hij Michael te pesten. | 27 april 2008    |
| 63 64 | Chasing Zoey          | Het einde van het schooljaar nadert, en er wordt weer een eindfeest georganiseerd. Quinn en Lola zijn opgewonden om ernaartoe te gaan. James geeft Zoey een medaillon en verklaart zijn liefde aan haar, en vraagt of zij met hem de zomer door wil brengen in Maui. Na deze gebeurtenis praat Zoey nauwelijks met hem. Twee dagen later voelt James dat er iets niet klopt, en Zoey maakt het uit met hem. Ondertussen wil Michael Lisa in een klassieke auto naar het eindfeest brengen die hij van zijn vader heeft gekregen, maar hij weet niet hoe hij erin moet rijden, dus krijgt hij les van een mysterieuze Chinees. Lola wil "Fashionably late" aankomen maar verdwaalt samen met haar vriendje Vince. Quinn en Logan biechten op een beetje een vreemde manier hun liefde voor elkaar op. Mark Del Figgalo heeft het niet langer meer met Brooke, maar gaat nu om met Stacey die na tegen Michael's auto aan te botsen niet meer slist en eigenlijk naar het feest komt met Logan, Quinn gaat met Dustin naar het feest en wordt gebracht achterop Dustins fiets. Eindelijk komt Chase weer terug naar PCA. Hij wordt Zoeys vaste vriend en ze krijgen verkering met elkaar. Logan en Quinn krijgen ook verkering. | 2 mei 2008       |
| 65    | PCA Confidential      | Zoey, Chase en Stacey kijken terug op hun tijd op PCA. | 2 mei 2008       |